# هیدئو سایتو (نوازنده)
هیدئو سایتو (انگلیسی: Hideo Saitō؛ زادهٔ ۳۰ مهٔ ۱۹۵۸) موسیقی‌دان اهل ژاپن است.